# 呂喬恩
呂喬恩（？—），香港女性創作歌手，2010年代中期擔任樂隊ZolarWind的主音，2010年代後期以個人身份出道。

## 生平
呂喬恩是樂隊ZolarWind（2015年成立）的初代主音，後離隊作個人發展。
2017年簽約林熹瞳的公司成為旗下藝人。音樂創作上常與林熹瞳的友人江暉合作，個人單曲《恏人》亦由江暉監製。
她亦有不少擔任和音歌手的經驗，如曾為許冠傑、李玟、張敬軒等和音。

## 音樂作品
- 《Lonely Shadow》（香港網絡劇《夜班》插曲）（兼作詞）
- 《恏人》（兼曲詞創作、編曲）[2][3][7]
- 《Never Too Late》[8]（香港電視劇《星空下的仁醫》插曲）（兼作詞）
- 《Peaceful Moonlight》（香港電視劇《新聞女王》插曲，無歌詞吟唱）
- 《幻語》（香港電視劇《刑偵12》插曲）

## 為他人創作之作品
- 鄭欣宜（Feat. 黃子華）《Final Calling》（電影《棟篤特工》主題曲）（詞）
- 林慧倩《花蕾》（詞）
- 炎明熹《Crystal Clear》（香港電視劇《新聞女王》片尾曲，國語版為《透徹》，負責兩版本填詞）
- 李卓庭《孤單宿舍》（曲, 詞）